# 野間繁
野間 繁（のま しげる、1902年10月15日 - 1978年8月12日）は、日本の法学者、裁判官、弁護士。明治大学名誉教授。民事訴訟法が専門。勲二等正四位。

## 経歴
1902年、広島県広島市生まれ。1921年明治大学予科に入学。雄弁部に所属する。1926年明治大学法学部を卒業。卒業後は裁判官となり、東京区裁判所判事、東京地方裁判所部長判事、函館地方裁判所部長判事、東京控訴院判事・勅任部長、裁判官訴追委員会事務局長を歴任、1958年に退官。
1947年、「上訴法の基礎理論」を明治大学に提出して法学博士号を取得。1958年明治大学教授となる。國學院大學教授も兼任。1974年、明治大学を定年退職し、名誉教授となった。定年退任後は、創価大学教授を務めた。

## 受賞・栄典
- 正四位。
- 1972年（昭和47年）11月 - 勲二等瑞宝章[7]

## 著書
- 脚註訴訟記録 民事第一審 章華社 1932
- 脚註訴訟記録 民事 上訴審 章華社 1934
- 無産者救護の社会的法律的考察 司法省調査課 1934.3
- 民事訴訟法学概論 育成洞 1935
- 新日本六法（編）真理社 1947
- 新法令集 第1巻（編）真理社 1948
- 民事訴訟法学概説 巌松堂 1950
- 民事訴訟法学 巌松堂書店 1955
- 民事訴訟入門 弘文堂 1955
- 民事訴訟法要論 酒井書店 1958
- 会社法要論 三和書房 1961
- 脚註民事訴訟記録 酒井書店 1962
- 入門訴と裁判・執行 酒井書店 1968
- 日用法学 松原富雄共著 三和書房 1973

## 参考
- 「野間繁教授略歴および著作目録 (野間繁教授退職記念)」『法律論叢』第46巻第5-6号、明治大学法律研究所、1974年2月、167-179頁、ISSN 03895947、NAID 40003522194。